# Obiekty z listy światowego dziedzictwa UNESCO w Azji
Poniżej przedstawiono listę obiektów wpisanych na lista światowego dziedzictwa UNESCO, położonych w Azji. Listę uporządkowano alfabetycznie według państw.
Oznaczenia na liście: P – kryterium przyrodnicze, K – kryterium kulturowe.

## Afganistan(2)
| Zdjęcie | Nazwa                                                                     | Typ | Data wpisu |
| ------- | ------------------------------------------------------------------------- | --- | ---------- |
|         | Minaret i zabytki archeologiczne miasta Dżam (zagrożone)                  | K   | 2002       |
|         | Krajobraz kulturowy i zabytki archeologiczne w dolinie Bamian (zagrożone) | K   | 2003       |

## Arabia Saudyjska(8)
| Zdjęcie | Nazwa                                               | Typ | Data wpisu |
| ------- | --------------------------------------------------- | --- | ---------- |
|         | Stanowisko archeologiczne Al-Hidżr (Mada’in Salih)  | K   | 2008       |
|         | Twierdza al-Turaif w Ad-Dirijja                     | K   | 2010       |
|         | Historyczne miasto Dżudda, Brama Mekki              | K   | 2014       |
|         | Sztuka naskalna w regionie Ha’il                    | K   | 2015       |
|         | Oaza Al-Ahsa, ewoluujący krajobraz kulturowy        | K   | 2018       |
|         | Obszar kulturowy Hima                               | K   | 2021       |
|         | Uruk Bani Ma'arid                                   | P   | 2023       |
|         | Krajobraz kulturowy obszaru archeologicznego Al-Fau | K   | 2024       |

## Armenia(3)
| Zdjęcie | Nazwa                                                                | Typ | Data wpisu |
| ------- | -------------------------------------------------------------------- | --- | ---------- |
|         | Zespoły klasztorne Hachpat i w Sanahin                               | K   | 1996, 2000 |
|         | Klasztor w Geghard i Dolina Górnego Azatu                            | K   | 2000       |
|         | Katedra i kościoły w Eczmiadzynie i zespół archeologiczny w Zwartnoc | K   | 2000       |

## Azerbejdżan(5)
| Zdjęcie | Nazwa                                                              | Typ | Data wpisu |
| ------- | ------------------------------------------------------------------ | --- | ---------- |
|         | Stare Miasto, Pałac Szachów Szyrwanu i Baszta Dziewicza w Baku     | K   | 2000       |
|         | Malowidła naskalne w Qobustanie                                    | K   | 2007       |
|         | Stare miasto w Szeki z Pałacem Chanów                              | K   | 2019       |
|         | Krajobraz kulturowy ludu Khinalig i Szlak Transhumancji “Köç Yolu” | K   | 2023       |
|         | Lasy hyrkańskie (wspólnie z Iranem)                                | P   | 2019, 2023 |

## Bahrajn(3)
| Zdjęcie | Nazwa                                              | Typ | Data wpisu |
| ------- | -------------------------------------------------- | --- | ---------- |
|         | Wykopaliska archeologiczne w Kalat al-Bahrajn      | K   | 2005       |
|         | Dziedzictwo poławiaczy pereł na wyspie Al-Muharrak |     | 2012       |
|         | Groby tumulusowe kultury Dilmun                    | K   | 2019       |

## Bangladesz(3)
| Zdjęcie | Nazwa                                                                      | Typ | Data wpisu |
| ------- | -------------------------------------------------------------------------- | --- | ---------- |
|         | Zabytkowe miasto meczetów Bagherhat                                        | K   | 1985       |
|         | Ruiny buddyjskiej wihary w Paharpur                                        | K   | 1985       |
|         | Lasy namorzynowe w delcie Gangesu, Brahmaputry i Meghny (Region Sundarban) | P   | 1997       |

## Chiny(60)
| Zdjęcie | Nazwa | Typ  | Data wpisu       |
| ------- | --- | ---- | ---------------- |
|         | Góra Tai | K, P | 1987             |
|         | Wielki Mur Chiński | K    | 1987             |
|         | Pałac cesarski dynastii Ming i Qing w Zakazanym Mieście | K    | 1987             |
|         | Jaskinie Mogao (Jaskinie Tysiąca Buddów) | K    | 1987             |
|         | Terakotowa Armia (Mauzoleum pierwszego cesarza Qin Shi Huang Di w Xi’an) | K    | 1987             |
|         | Stanowisko archeologiczne szczątków człowieka pekińskiego w Zhoukoudian | K    | 1987             |
|         | Góry Huang Shan | K, P | 1990             |
|         | Dolina Jiuzhaigou – region krajobrazu naturalnego | P    | 1992             |
|         | Huanglong – region krajobrazu naturalnego | P    | 1992             |
|         | Wulingyuan – region krajobrazu naturalnego | P    | 1992             |
|         | Rezydencja górska z przyległymi świątyniami w Chengde | K    | 1994             |
|         | Zespół zabytkowy pałacu Potala w Lhasie | K    | 1994, 2000, 2001 |
|         | Świątynia i cmentarz Konfucjusza oraz rezydencja rodziny Kong w Qufu | K    | 1994             |
|         | Zespół zabytkowych budowli w górach Wudang | K    | 1994             |
|         | Park Narodowy Lushan | K    | 1996             |
|         | Krajobraz góry Emei i Wielki Budda z Leshan | P, K | 1996             |
|         | Stare miasto Pingyao | K    | 1997             |
|         | Klasyczne ogrody w Suzhou | K    | 1997             |
|         | Stare Miasto w Lijiang | K    | 1997             |
|         | Pałac Letni i Ogród Cesarski w Pekinie | K    | 1998             |
|         | Świątynia Nieba, Cesarski Ołtarz Ofiarny w Pekinie | K    | 1998             |
|         | Wuyi Shan | P, K | 1999             |
|         | Rzeźby skalne w Dazu | P, K | 1999             |
|         | Dawne wioski na południu prowincji Anhui – Xidi i Hongcun | K    | 2000             |
|         | Grobowce cesarskie dynastii Ming i Qing we wschodnich Chinach | K    | 2000, 2003, 2004 |
|         | Jaskinie Longmen | K    | 2000             |
|         | Góra Qingcheng i System irygacyjny Dujiangyan | K    | 2000             |
|         | Groty Yungang | K    | 2001             |
|         | Strefy chronione trzech równoległych rzek (Jangcy, Mekong i Saluin) w prowincji Junnan                                                                                          | P    | 2003             |
|         | Stolice i groby władców państwa Goguryeo (K) (wspólnie z Koreańską Republiką Ludowo-Demokratyczną)                                                                              | K    | 2004             |
|         | Zabytkowe centrum Makau | K    | 2005             |
|         | Stanowisko archeologiczne Yinxu | K    | 2006             |
|         | Rezerwaty pandy wielkiej w Syczuanie | P    | 2006             |
|         | Kaiping Diaolou i okoliczne wioski | K    | 2007             |
|         | Kras południowochiński | P    | 2007, 2014       |
|         | Fujian Tulou | K    | 2008             |
|         | Park Narodowy Sanqingshan w prowincji Jiangxi | P    | 2008             |
|         | Góra Wutai | K    | 2009             |
|         | Historyczne pomniki Dengfengu | K    | 2010             |
|         | Formy skalne chińskiego regionu Danxia | P    | 2010             |
|         | Krajobraz kulturowy Jeziora Zachodniego w Hangzhou | K    | 2011             |
|         | Stanowisko archeologiczne Xanadu | K    | 2012             |
|         | Stanowisko paleontologiczne Chengjiang | P    | 2012             |
|         | Tienszan w Sinciangu | P    | 2013             |
|         | Krajobraz kulturowy tarasów ryżowych ludu Hani w Honghe | K    | 2013             |
|         | Wielki Kanał | K    | 2014             |
|         | Szlaki Jedwabne – system szlaków korytarza Chang’an-Tianshan (wspólnie z Kazachstanem i Kirgistanem)                                                                            | K    | 2014             |
|         | Stanowiska Tusi | K    | 2015             |
|         | Krajobraz kulturowy sztuki naskalnej Zuojiang Huashan | K    | 2016             |
|         | Shennongjia w prowincji Hubei | P    | 2016             |
|         | Hoh Xil w Qinghai | P    | 2017             |
|         | Kulangsu – historyczna międzynarodowa osada | K    | 2017             |
|         | Góra Fanjing | P    | 2018             |
|         | Ruiny miasta Liangzhu | K    | 2019             |
|         | Sanktuaria ptaków migrujących wzdłuż wybrzeży Morza Żółtego-Zatoki Pohaj (Faza I); Rezerwaty ptaków wędrownych wzdłuż wybrzeża Morza Żółtego i Zatoki Pohaj w Chinach (Faza II) | P    | 2019, 2024       |
|         | Quanzhou – Emporium Świata w Chinach dynastii Song-Yuan | K    | 2021             |
|         | Krajobraz kulturowy starych lasów herbacianych góry Jingmai w Pu’er | K    | 2023             |
|         | Pustynia Badain Jaran – piaszczyste wzniesienia i jeziora | P    | 2024             |
|         | Oś Centralna Pekinu: zespół zabudowań prezentujący idealny porządek stolicy Chin                                                                                                | K    | 2024             |
|         | Groby cesarskie Xixia | K    | 2025             |

## Cypr(3)
| Zdjęcie | Nazwa                                   | Typ | Data wpisu |
| ------- | --------------------------------------- | --- | ---------- |
|         | Zabytki archeologiczne w regionie Pafos | K   | 1980       |
|         | Malowane kościoły w regionie Trodos     | K   | 1985, 2001 |
|         | Stanowisko neolityczne Chirokitia       | K   | 1998       |

## Egipt(część azjatycka)
Zob. Obiekty z listy światowego dziedzictwa UNESCO w Afryce – Egipt

## Filipiny(6)
| Zdjęcie | Nazwa                                                   | Typ | Data wpisu |
| ------- | ------------------------------------------------------- | --- | ---------- |
|         | Park Morski Rafy Tubbataha                              | P   | 1993, 2009 |
|         | Kościoły barokowe w Manili, Santa Marii, Paoay i Miagao | K   | 1993       |
|         | Ryżowe tarasy Kordylierów Filipińskich                  | K   | 1995       |
|         | Park Narodowy Rzeki Podziemnej Puerto Princesa          | P   | 1999       |
|         | Dzielnica kolonialna w Vigan                            | K   | 1999       |
|         | Sanktuarium dzikiej przyrody pasma Hamiguitan           | P   | 2014       |

## Gruzja(4)
| Zdjęcie | Nazwa                                 | Typ | Data wpisu |
| ------- | ------------------------------------- | --- | ---------- |
|         | Monastyr Gelati                       | K   | 1994, 2017 |
|         | Miasto-muzeum Mccheta                 | K   | 1994       |
|         | Górna Swanetia                        | K   | 1996       |
|         | Kolchidzkie lasy deszczowe i mokradła | P   | 2021       |

## Indie(44)
| Zdjęcie | Nazwa | Typ  | Data wpisu       |
| ------- | --- | ---- | ---------------- |
|         | Groty w Adżancie | K    | 1983             |
|         | Groty w Elurze | K    | 1983             |
|         | Czerwony Fort w Agrze | K    | 1983             |
|         | Tadź Mahal w Agrze | K    | 1983             |
|         | Świątynia Słońca w Konarku | K    | 1984             |
|         | Zabytkowy zespół w Mahabalipuram | K    | 1984             |
|         | Park Narodowy Kaziranga | P    | 1985             |
|         | Park Narodowy Manas | P    | 1985             |
|         | Park Narodowy Keoladeo | P    | 1985             |
|         | Kościoły i klasztory Goa | K    | 1986             |
|         | Zespół zabytkowy w Khajuraho | K    | 1986             |
|         | Zespół zabytkowy w Hampi | K    | 1986             |
|         | Fatehpur Sikri | K    | 1986             |
|         | Zespół zabytkowy w Pattadakalu | K    | 1987             |
|         | Groty Elefanty | K    | 1987             |
|         | Świątynia Bryhadiśwara w Tańdźawurze | K    | 1987             |
|         | Lasy namorzynowe Sundarbany (razem z Bangladeszem)                                                                                                 | P    | 1987             |
|         | Park Narodowy Nanda Devi i Park Narodowy Doliny Kwiatów                                                                                            | P    | 1988, 2005       |
|         | Zabytki buddyjskie w Sańći | K    | 1989             |
|         | Grobowiec Humajuna w Delhi | K    | 1993             |
|         | Kutb Minar i zespół zabytkowy w pobliżu Delhi | K    | 1993             |
|         | Koleje górskie w Indiach – linie kolejowe w Dardżylingu i w Górach Nilgiri w Stanie Tamil Nadu                                                     | K    | 1999, 2005, 2008 |
|         | Zespół świątyni Mahabodhi w Bodh Gaya | K    | 2002             |
|         | Schroniska skalne Bhimbetka | K    | 2003             |
|         | Park Archeologiczny Champaner-Pavagadh | K    | 2004             |
|         | Stacja kolejowa Chhatrapati Shivaji Terminus (dawniej Victoria Terminus) w Bombaju                                                                 | K    | 2004             |
|         | Kompleks Czerwonego Fortu w Delhi | K    | 2007             |
|         | Jantar Mantar | K    | 2010             |
|         | Ghaty Zachodnie | P    | 2012             |
|         | Forty na wzgórzach w Radżastanie | K    | 2013             |
|         | Rani ki vav (studnia schodkowa królowej) w Patan w stanie Gudźarat                                                                                 | K    | 2014             |
|         | Park Narodowy Wielkich Himalajów | P    | 2014             |
|         | Stanowisko archeologiczne mahavihara w Nalandzie                                                                                                   | K    | 2016             |
|         | Architektoniczne dzieła Le Corbusiera, wybitny wkład w ruch modernistyczny (wspólnie z Argentyną, Belgią, Francją, Niemcami, Japonią i Szwajcarią) | K    | 2016             |
|         | Park Narodowy Kanczendzonga | K, P | 2016             |
|         | Historyczne miasto Ahmadabad | K    | 2017             |
|         | Zespoły wiktoriańskie i art déco w Mumbaju | K    | 2018             |
|         | Miasto Jaipur w Radżastanie | K    | 2019             |
|         | Świątynia Kakatiya Rudreshwara (Ramappa) w stanie Telangana                                                                                        | K    | 2021             |
|         | Dholawira – miasto kultury harappańskiej | K    | 2021             |
|         | Święte kompleksy okresu Hojsala | K    | 2023             |
|         | Santiniketan | K    | 2023             |
|         | Moidamy – system grobów kopcowych dynastii Ahom | K    | 2024             |
|         | Krajobrazy wojskowe Maratha w Indiach | K    | 2025             |

## Indonezja(10)
| Zdjęcie | Nazwa                                              | Typ | Data wpisu |
| ------- | -------------------------------------------------- | --- | ---------- |
|         | Zespół świątynny Borobudur                         | K   | 1991       |
|         | Park Narodowy Ujung Kulon                          | P   | 1991       |
|         | Park Narodowy Komodo                               | P   | 1991       |
|         | Zespół świątynny Prambanan                         | K   | 1991       |
|         | Sangiran – stanowisko antropologiczne praczłowieka | P   | 1996       |
|         | Park Narodowy Lorentz                              | P   | 1999       |
|         | Zasoby lasów deszczowych na Sumatrze(zagrożone)    | K   | 2004       |
|         | Krajobraz kulturowy prowincji Bali                 | K   | 2012       |
|         | Dziedzictwo kopalni węgla Ombilin w Sawahlunto     | K   | 2019       |
|         | Oś kosmologiczna Yogyakarty i jej zabytki          | K   | 2023       |

## Irak(6)
| Zdjęcie | Nazwa                                                                                         | Typ | Data wpisu |
| ------- | --------------------------------------------------------------------------------------------- | --- | ---------- |
|         | Ruiny miasta Hatra (zagrożone)                                                                | K   | 1985       |
|         | Starożytne miasto Aszur (Kalaat Szirkat) (zagrożone)                                          | K   | 2003       |
|         | Archeologiczne miasto Samarra (zagrożone)                                                     | K   | 2007       |
|         | Cytadela w Irbilu                                                                             | K   | 2014       |
|         | Ahwar w południowym Iraku: ostoja bioróżnorodności i reliktowy krajobraz miast mezopotamskich | K,P | 2016       |
|         | Babilon                                                                                       | K   | 2019       |

## Iran(29)
| Zdjęcie | Nazwa                                                                                                   | Typ | Data wpisu |
| ------- | --- | --- | ---------- |
|         | Ruiny miasta Persepolis                                                                                 | K   | 1979       |
|         | Zespół zabytkowy placu Imama w Isfahanie                                                                | K   | 1979       |
|         | Ruiny stolicy królestwa Elam w Czoga Zanbil                                                             | K   | 1979       |
|         | Stanowisko archeologiczne w Tacht-e Solejman                                                            | K   | 2003       |
|         | Krajobraz kulturowy miasta Bam (zagrożone)                                                              | K   | 2004       |
|         | Ruiny stolicy imperium Achemenidów w Pasargadach                                                        | K   | 2004       |
|         | Soltanije                                                                                               | K   | 2005       |
|         | Bisotun                                                                                                 | K   | 2006       |
|         | Ormiańskie zespoły klasztorne w Iranie (Klasztor św. Tadeusza, Klasztor św. Stefana, Kaplica Dzordzora) | K   | 2008       |
|         | Historyczny system wodny w Szusztarze                                                                   | K   | 2009       |
|         | Kompleks szejka Safiego ad-Dina w Ardabilu                                                              | K   | 2010       |
|         | Kompleks historycznego bazaru w Tebrizie                                                                | K   | 2010       |
|         | Ogrody perskie                                                                                          | K   | 2011       |
|         | Grobowiec w Gonbad-e Kawus                                                                              | K   | 2012       |
|         | Wielki Meczet w Isfahanie                                                                               | K   | 2012       |
|         | Pałac Golestan                                                                                          | K   | 2013       |
|         | Szahr-e Suchte                                                                                          | K   | 2014       |
|         | Suza | K   | 2015       |
|         | Krajobraz kulturowy Mejmand                                                                             | K   | 2015       |
|         | Perski kanat                                                                                            | K   | 2016       |
|         | Daszt-e Lut                                                                                             | P   | 2016       |
|         | Historyczne miasto Jazd                                                                                 | K   | 2017       |
|         | Sasanidzki krajobraz archeologiczny ostanu Fars                                                         | K   | 2018       |
|         | Lasy hyrkańskie (wspólnie z Azerbejdżanem)                                                              | P   | 2019, 2023 |
|         | Kolej Transirańska                                                                                      | K   | 2021       |
|         | Krajobraz kulturowy Hawraman/Kramanat                                                                   | K   | 2021       |
|         | Perskie karawanseraje                                                                                   | K   | 2023       |
|         | Ekbatana (Hegmataneh)                                                                                   | K   | 2024       |
|         | Miejsca prehistoryczne doliny Chorramabad                                                               | K   | 2025       |

## Izrael(10)
| Zdjęcie | Nazwa | Typ | Data wpisu |
| ------- | --- | --- | ---------- |
|         | Zespół zabytkowy w Jerozolimie wraz z murami obronnymi – zobacz: Stare Miasto – (wpis zaproponowany przez Jordanię) (zagrożone) | K   | 1981       |
|         | Pałac-twierdza Masada | K   | 2001       |
|         | Zespół zabytkowy Akki | K   | 2001       |
|         | Białe Miasto w Tel Awiwie – styl międzynarodowy                                                                                 | K   | 2003       |
|         | Telle biblijne w Megiddo, Hazor i Beer Szebie                                                                                   | K   | 2005       |
|         | Szlak kadzidlany i miasta na pustyni Negew                                                                                      | K   | 2005       |
|         | Święte miejsca bahaistów w Hajfie i Zachodniej Galilei                                                                          | K   | 2008       |
|         | Ślady ewolucji człowieka na górze Karmel                                                                                        | K   | 2012       |
|         | Jaskinie Maresza i Bet Guwrin na Nizinie Judei jako mikrokosmos Krainy Jaskiń                                                   | K   | 2014       |
|         | Nekropola Bet Sze’arim – symbol żydowskiego odrodzenia                                                                          | K   | 2015       |

## Japonia(26)
| Zdjęcie | Nazwa | Typ | Data wpisu |
| ------- | --- | --- | ---------- |
|         | Zabytki buddyjskie zespołu świątynnego Hōryū-ji                                                                     | K   | 1993       |
|         | Zamek Himeji | K   | 1993       |
|         | Yaku-shima | P   | 1993       |
|         | Góry Shirakami | P   | 1993       |
|         | Zespół zabytkowy dawnego Kioto, Uji i Ōtsu                                                                          | P   | 1994       |
|         | Zabytkowe wioski regionów Shirakawa-gō i Gokayama                                                                   | K   | 1995       |
|         | Pomnik Pokoju w Hiroszimie                                                                                          | K   | 1996       |
|         | Chram Itsukushima w Itsukushima                                                                                     | K   | 1996       |
|         | Zespół zabytkowy miasta Nara                                                                                        | K   | 1998       |
|         | Chramy i świątynie Nikko                                                                                            | K   | 1999       |
|         | Region Gusuku oraz pokrewne zabytki Królestwa Riukiu                                                                | K   | 2000       |
|         | Święte miejsca i drogi pielgrzymkowe w regionie gór Kii                                                             | K   | 2004       |
|         | Półwysep Shiretoko                                                                                                  | P   | 2005       |
|         | Kopalnia Srebra w Iwami Ginzan                                                                                      | K   | 2007       |
|         | Hiraizumi – świątynie, ogrody i stanowiska archeologiczne związane z buddyzmem Czystej Krainy                       | K   | 2011       |
|         | Wyspy Ogasawara | P   | 2011       |
|         | Góra Fudżi (Fuji-san) – święte miejsce i źródło artystycznej inspiracji                                             | K   | 2013       |
|         | Dawny ośrodek jedwabnictwa w Tomioka                                                                                | K   | 2014       |
|         | Miejsca związane z rewolucją przemysłową w epoce Meiji: hutnictwem, przemysłem stoczniowym i przemysłem wydobywczym | K   | 2015       |
|         | Dzieła architektury Le Corbusiera (wspólnie z Argentyną, Belgią, Francją, Niemcami, Indiami i Szwajcarią)           | K   | 2016       |
|         | Święta wyspa Okinoshima i związane z nią miejsca w regionie Munakata                                                | K   | 2017       |
|         | Dziedzictwo „ukrytych chrześcijan” w regionie Nagasaki                                                              | K   | 2018       |
|         | Grupa kofunów Mozu-Furuichi – grobowce kurhanowe starożytnej Japonii                                                | K   | 2019       |
|         | Amami Ōshima, Tokunoshima, północna część wyspy Okinawa i wyspa Iriomote                                            | P   | 2021       |
|         | Prehistoryczne miejsca zabytkowe z okresu Jōmon                                                                     | K   | 2021       |
|         | Kopalnie złota na wyspie Sado                                                                                       | K   | 2024       |

## Jemen(5)
| Zdjęcie | Nazwa                                                   | Typ | Data wpisu |
| ------- | ------------------------------------------------------- | --- | ---------- |
|         | Dawne miasto Szibam wraz z murami obronnymi (zagrożone) | K   | 1982       |
|         | Zespół zabytkowy w Sanie (zagrożone)                    | K   | 1986       |
|         | Zabytkowe miasto Zabid (zagrożone)                      | K   | 1993       |
|         | Archipelag Sokotra                                      | P   | 1993       |
|         | Zabytki starożytnego Królestwa Saby, Marib (zagrożone)  | K   | 2023       |

## Jordania(7)
| Zdjęcie | Nazwa                                             | Typ | Data wpisu |
| ------- | ------------------------------------------------- | --- | ---------- |
|         | Petra                                             | K   | 1985       |
|         | Zamek Kasr Amra                                   | K   | 1985       |
|         | Stanowisko archeologiczne Umm ar-Rasas            | K   | 2004       |
|         | Obszar chroniony Wadi Rum                         | P,K | 2011       |
|         | Miejsce chrztu „Betania za Jordanem” (Al-Maghtas) | K   | 2015       |
|         | As-Salt – miasto tolerancji i gościnności         | K   | 2021       |
|         | Umm al-Dżimal                                     | K   | 2024       |

## Kambodża(5)
| Zdjęcie | Nazwa                                                                            | Typ | Data wpisu |
| ------- | -------------------------------------------------------------------------------- | --- | ---------- |
|         | Ruiny dawnej stolicy Khmerów w Angkor                                            | K   | 1992       |
|         | Ruiny świątyni Preah Vihear                                                      | K   | 2008       |
|         | Strefa świątyń Sambor Prei Kuk, stanowisko archeologiczne Isanapura              | K   | 2017       |
|         | Koh Ker: stanowisko archeologiczne dawnej stolicy Lingapura/Chok Gargyar         | K   | 2023       |
|         | Kambodżańskie miejsca pamięci: od ośrodków represji do miejsc pokoju i refleksji | K   | 2025       |

## Katar(1)
| Zdjęcie | Nazwa                               | Typ | Data wpisu |
| ------- | ----------------------------------- | --- | ---------- |
|         | Stanowisko archeologiczne Az-Zubara | K   | 2013       |

## Kazachstan(6)
| Zdjęcie | Nazwa                                                                                           | Typ | Data wpisu |
| ------- | ----------------------------------------------------------------------------------------------- | --- | ---------- |
|         | Mauzoleum Chodży Ahmada Jasawiego                                                               | K   | 2003       |
|         | Petroglify w krajobrazie archeologicznym Tamgały                                                | K   | 2004       |
|         | Saryarka: step i jeziora północnego Kazachstanu                                                 | P   | 2008       |
|         | Szlaki Jedwabne – system szlaków korytarza Chang’an-Tianshan (wspólnie z Chinami i Kirgistanem) | K   | 2014       |
|         | Zachodni Tienszan (wspólnie z Kirgistanem i Uzbekistanem)                                       | P   | 2016       |
|         | Pustynie chłodne Turanu (wspólnie z Turkmenistanem i Uzbekistanem)                              | P   | 2023       |

## Kirgistan(3)
| Zdjęcie | Nazwa                                                                                            | Typ | Data wpisu |
| ------- | ------------------------------------------------------------------------------------------------ | --- | ---------- |
|         | Święta góra Sułajman Too                                                                         | K   | 2009       |
|         | Szlaki Jedwabne – system szlaków korytarza Chang’an-Tianshan (wspólnie z Chinami i Kazachstanem) | K   | 2014       |
|         | Zachodni Tienszan (wspólnie z Kazachstanem i Uzbekistanem)                                       | P   | 2016       |

## Korea Południowa(17)
| Zdjęcie | Nazwa                                                                                      | Typ | Data wpisu |
| ------- | ------------------------------------------------------------------------------------------ | --- | ---------- |
|         | Grota Seokguram i świątynia Bulguksa                                                       | K   | 1995       |
|         | Świątynia Haein-sa, Chaggyong P’ango, archiwum matryc Goryeo Tripitaka (Tripitaka Koreana) | K   | 1995       |
|         | Sanktuarium Chongmyo                                                                       | K   | 1995       |
|         | Zespół pałacowy Changdeokgung                                                              | K   | 1997       |
|         | Forteca Hwasong                                                                            | K   | 1997       |
|         | Zespoły dolmenów Koch'ang, Hwasun i Kanghwa                                                | K   | 2000       |
|         | Dzielnice zabytkowe Gyeongju                                                               | K   | 2000       |
|         | Wulkaniczna wyspa Czedżu                                                                   | P   | 2007       |
|         | Królewskie groby dynastii Joseon                                                           | K   | 2009       |
|         | Historyczne wioski: Hahoe i Yangdong                                                       | K   | 2010       |
|         | Namhansanseong                                                                             | K   | 2014       |
|         | Historyczne obszary Baekje                                                                 | K   | 2015       |
|         | Sansa – górskie klasztory buddyjskie w Korei                                               | K   | 2018       |
|         | Seowon – koreańskie akademie neokonfucjańskie                                              | K   | 2019       |
|         | Getbol – koreańskie równiny zalewowe                                                       | P   | 2021       |
|         | Kurhany z okresu Gaya                                                                      | K   | 2023       |
|         | Petroglify wzdłuż strumienia Bangucheon                                                    | K   | 2025       |

## Koreańska Republika Ludowo-Demokratyczna(3)
| Zdjęcie | Nazwa                                       | Typ  | Data wpisu |
| ------- | ------------------------------------------- | ---- | ---------- |
|         | Zespół grobowców Goguryeo (K)               | K    | 2004       |
|         | Historyczne pomniki i miejsca w Kaesŏng (K) | K    | 2013       |
|         | Kumgang - Góra Diamentowa z morza (K, P)    | K, P | 2025       |

## Laos(4)
| Zdjęcie | Nazwa                                                                             | Typ | Data wpisu       |
| ------- | --------------------------------------------------------------------------------- | --- | ---------------- |
|         | Miasto Luang Prabang                                                              | K   | 1995             |
|         | Wat Phou oraz pokrewne dawne osadnictwo krajobrazu kulturowego Champassak         | K   | 2001             |
|         | Stanowiska megalitycznych dzbanów Xiengkhuang – Równina Dzbanów                   | K   | 2019             |
|         | Park Narodowy Phong Nha-Kẻ Bàng i Park Narodowy Hin Nam No (wspólnie z Wietnamem) | P   | 2003, 2015, 2025 |

## Liban(6)
| Zdjęcie | Nazwa                                                               | Typ | Data wpisu |
| ------- | ------------------------------------------------------------------- | --- | ---------- |
|         | Ruiny miasta Andżar                                                 | K   | 1984       |
|         | Baalbek                                                             | K   | 1984       |
|         | Byblos                                                              | K   | 1984       |
|         | Tyr (Sur)                                                           | K   | 1984       |
|         | Święta Dolina (Wadi Kadisza) i Las Bożych Cedrów (Hursz Arz ar-Rab) | K   | 1998       |
|         | Międzynarodowe Targi Raszid Karami w Trypolisie (zagrożone)         | K   | 2023       |

## Malezja(6)
| Zdjęcie | Nazwa                                                           | Typ | Data wpisu |
| ------- | --------------------------------------------------------------- | --- | ---------- |
|         | Park Narodowy Gunung Mulu                                       | P   | 2000       |
|         | Park Narodowy Kinabalu                                          | P   | 2000       |
|         | Historyczne miasta cieśniny Malakka (Malakka i George Town)     | K   | 2008       |
|         | Dziedzictwo archeologiczne doliny Lenggong                      | K   | 2012       |
|         | Dziedzictwo archeologiczne zespołu jaskiń Parku Narodowego Niah | K   | 2024       |
|         | Instytut Badawczy Leśnictwa Malezji - Park Leśny Selangor       | K   | 2025       |

## Mjanma(2)
| Zdjęcie | Nazwa                 | Typ | Data wpisu |
| ------- | --------------------- | --- | ---------- |
|         | Starożytne miasta Pyu | K   | 2014       |
|         | Pagan                 | K   | 2019       |

## Mongolia(6)
| Zdjęcie | Nazwa                                              | Typ | Data wpisu |
| ------- | -------------------------------------------------- | --- | ---------- |
|         | Basen Uws-nur – wspólnie z Rosją                   | P   | 2003       |
|         | Krajobraz kulturowy doliny Orchon                  | K   | 2004       |
|         | Kompleks petroglifów Ałtaju Mongolskiego           | K   | 2011       |
|         | Święte krajobrazy góry Burchan Chaldun i okolic    | K   | 2015       |
|         | Krajobrazy Daurii (wspólnie z Rosją)               | P   | 2017       |
|         | Kamienie jeleni i powiązane stanowiska epoki brązu | K   | 2023       |

## Nepal(4)
| Zdjęcie | Nazwa                            | Typ | Data wpisu |
| ------- | -------------------------------- | --- | ---------- |
|         | Park Narodowy Sagarmatha         | P   | 1979       |
|         | Dolina Katmandu                  | K   | 1979       |
|         | Park Narodowy Ćitwan             | P   | 1984       |
|         | Lumbini – miejsce narodzin Buddy | K   | 1997       |

## Oman(5)
| Zdjęcie | Nazwa                                            | Typ | Data wpisu              |
| ------- | ------------------------------------------------ | --- | ----------------------- |
|         | Fort Bahla                                       | K   | 1987                    |
|         | Stanowiska archeologiczne Bat, Al-Chutm i Al-Ajn | K   | 1988                    |
|         | Rezerwat antylopy arabskiej oryks                | P   | 1994 (skreślone w 2007) |
|         | Szlak kadzidlany                                 | K   | 2000                    |
|         | Systemy nawadniania typu afladż                  | K   | 2006                    |
|         | Dawne miasto Kalhat                              | K   | 2018                    |

## Pakistan(6)
| Zdjęcie | Nazwa                                                                 | Typ | Data wpisu |
| ------- | --------------------------------------------------------------------- | --- | ---------- |
|         | Stanowisko archeologiczne Mohendżo Daro                               | K   | 1980       |
|         | Taksila                                                               | K   | 1980       |
|         | Ruiny buddyjskie Takht-i Bahi oraz pozostałości miasta Szahr-i Bahlol | K   | 1980       |
|         | Zespół zabytkowy Thatta                                               | K   | 1981       |
|         | Lahaur Kila i Ogrody Szalimar w Lahaurze                              | K   | 1981       |
|         | Rohtas Kila                                                           | K   | 1997       |

## Palestyna(5)
| Zdjęcie | Nazwa                                                                                                 | Typ | Data wpisu |
| ------- | --- | --- | ---------- |
|         | Miejsce narodzin Jezusa: Bazylika Narodzenia Pańskiego i Droga Pielgrzymów w Betlejem (zagrożone)     | K   | 2012       |
|         | Palestyna: kraina oliwek i winorośli – krajobraz kulturowy południowej Jerozolimy, Battir (zagrożone) | K   | 2014       |
|         | Stare miasto Hebron / Al-Chalil (zagrożone)                                                           | K   | 2017       |
|         | Starożytne Jerycho / Tell es-Sultan                                                                   | K   | 2023       |
|         | Klasztor Świętego Hilariona/Tell Umm Amer (zagrożone)                                                 | K   | 2024       |

## Rosja(część azjatycka) (12)
| Zdjęcie | Nazwa | Typ | Data wpisu |
| ------- | --- | --- | ---------- |
|         | Wulkany Kamczatki (Kronocki Rezerwat Biosfery i Rezerwat przyrody „Jużno-Kamczatskij”)                                                                        | P   | 1996, 2001 |
|         | Jezioro Bajkał (Nadbajkalski Park Narodowy, Zabajkalski Park Narodowy, Barguziński Rezerwat Biosfery, Rezerwat Bajkalsko-Leński, Bajkalski Rezerwat Biosfery) | P   | 1996       |
|         | Złote góry Ałtaju (Ałtajski Rezerwat Biosfery i Katuński Rezerwat Biosfery)                                                                                   | P   | 1998       |
|         | Zachodni Kaukaz (Kaukaski Rezerwat Biosfery) | P   | 1999       |
|         | Środkowy Sichote Aliń (Sichotealiński Rezerwat Biosfery i Park Narodowy „Bikin”)                                                                              | P   | 2001       |
|         | Cytadela, zabytkowy zespół miejski oraz zabudowania twierdzy w Derbencie                                                                                      | K   | 2003       |
|         | Kotlina Uwska wspólnie z Mongolią (Rezerwat Biosfery „Kotlina Uwska”)                                                                                         | P   | 2003       |
|         | Rezerwat „Wyspa Wrangla” | P   | 2004       |
|         | Płaskowyż Putorany (Rezerwat Putorański) | P   | 2010       |
|         | Leńskie Słupy (Park Narodowy „Leńskie Słupy”) | P   | 2012       |
|         | Krajobrazy Daurii wspólnie z Mongolią (Daurski Rezerwat Biosfery)                                                                                             | P   | 2017       |
|         | Malowidła naskalne jaskini Szulgan-Tasz | K   | 2025       |

## Singapur(1)
| Zdjęcie | Nazwa                          | Typ | Data wpisu |
| ------- | ------------------------------ | --- | ---------- |
|         | Ogrody botaniczne w Singapurze | K   | 2015       |

## Sri Lanka(8)
| Zdjęcie | Nazwa                                          | Typ | Data wpisu |
| ------- | ---------------------------------------------- | --- | ---------- |
|         | Święte miasto Anuradhapura                     | K   | 1982       |
|         | Zabytkowe miasto Polonnaruwa                   | K   | 1982       |
|         | Dawne miasto Sigirija                          | K   | 1982       |
|         | Rezerwat leśny Sinharaja                       | P   | 1988       |
|         | Święte miasto Kandy                            | K   | 1988       |
|         | Zespół zabytkowy w Galle wraz z fortyfikacjami | K   | 1988       |
|         | Złota świątynia Dambulla                       | K   | 1991       |
|         | Płaskowyż Centralny                            | P   | 2010       |

## Syria(6)
| Zdjęcie | Nazwa                                                                          | Typ | Data wpisu |
| ------- | ------------------------------------------------------------------------------ | --- | ---------- |
|         | Stare miasto Damaszku (zagrożony)                                              | K   | 1979       |
|         | Stare miasto Bosry (zagrożony)                                                 | K   | 1980       |
|         | Ruiny Palmyry (zagrożony)                                                      | K   | 1980       |
|         | Stare miasto Aleppo (Halab) (zagrożony)                                        | K   | 1986       |
|         | Zamek krzyżowców Krak des Chevaliers i twierdza Kalat Salah ad-Din (zagrożony) | K   | 2006       |
|         | Starożytne wioski północnej Syrii (zagrożony)                                  | K   | 2011       |

## Tadżykistan(5)
| Zdjęcie | Nazwa                                                                                  | Typ | Data wpisu |
| ------- | -------------------------------------------------------------------------------------- | --- | ---------- |
|         | Sarazm                                                                                 | K   | 2010       |
|         | Tadżycki Park Narodowy                                                                 | P   | 2013       |
|         | Szlaki jedwabne: korytarz Zarafszan-Karakum (wspólnie z Uzbekistanem i Turkmenistanem) | K   | 2023       |
|         | Lasy tugaj rezerwatu przyrody Tigrowaja Bałka                                          | P   | 2023       |
|         | Kulturowe miejsca dziedzictwa starożytnego Chuttalu                                    | K   | 2025       |

## Tajlandia(8)
| Zdjęcie | Nazwa                                                                        | Typ | Data wpisu |
| ------- | ---------------------------------------------------------------------------- | --- | ---------- |
|         | Dawne miasto Sukhothai i związane z nim zespoły zabytkowe                    | K   | 1991       |
|         | Dawne miasto w Ajutthaja i związane z nim zespoły zabytkowe                  | K   | 1991       |
|         | Rezerwat dzikiej przyrody Thung Yai-Huai Kha Kheng                           | P   | 1991       |
|         | Stanowisko archeologiczne Ban Chiang                                         | K   | 1992       |
|         | Kompleks leśny Dong Phayayen-Khao Yai                                        | P   | 2005       |
|         | Kompleks leśny Kaeng Krachan                                                 | P   | 2021       |
|         | Starożytne miasto Si Thep i powiązane pomniki Dwarawati                      | K   | 2023       |
|         | Phu Phrabat, świadectwo tradycji kamieni granicznych Sīma z okresu Dwarawati | K   | 2024       |

## Turcja(22)
| Zdjęcie | Nazwa                                                       | Typ  | Data wpisu |
| ------- | ----------------------------------------------------------- | ---- | ---------- |
|         | Zabytkowe dzielnice Stambułu                                | K    | 1985       |
|         | Park Narodowy Göreme i zabytki sztuki naskalnej w Kapadocji | K, P | 1985       |
|         | Wielki Meczet i szpital w Divriği                           | K    | 1985       |
|         | Stanowisko archeologiczne Hattusas                          | K    | 1986       |
|         | Nemrut Dağı                                                 | K    | 1987       |
|         | Ksantos-Letoön                                              | K    | 1988       |
|         | Hierapolis-Pamukkale                                        | K, P | 1988       |
|         | Miasto Safranbolu                                           | K    | 1994       |
|         | Troja – stanowisko archeologiczne                           | K    | 1998       |
|         | Kompleks meczetu Selimiye w Edirne                          | K    | 2011       |
|         | Stanowisko neolityczne Çatalhöyük                           | K    | 2012       |
|         | Bursa i Cumalıkızık – narodziny Imperium Osmańskiego        | K    | 2014       |
|         | Pergamon i jego wielowarstwowy krajobraz kulturowy          | K    | 2014       |
|         | Cytadela w Diyarbakır i Ogrody Hevsel – krajobraz kulturowy | K    | 2015       |
|         | Efez                                                        | K    | 2015       |
|         | Stanowisko archeologiczne Ani                               | K    | 2016       |
|         | Afrodyzja                                                   | K    | 2017       |
|         | Göbekli Tepe                                                | K    | 2018       |
|         | Wzgórze Arslantepe                                          | K    | 2021       |
|         | Drewniane hypostylowe meczety średniowiecznej Anatolii      | K    | 2023       |
|         | Gordion                                                     | K    | 2023       |
|         | Sardes i lidyjskie tumulusy Bin Tepe                        | K    | 2025       |

## Turkmenistan(5)
| Zdjęcie | Nazwa                                                                                 | Typ | Data wpisu |
| ------- | ------------------------------------------------------------------------------------- | --- | ---------- |
|         | Państwowy Park Historyczny i Kulturowy „Starożytne Merw”                              | K   | 1999       |
|         | Kunia-Urgencz                                                                         | K   | 2005       |
|         | Fortece Partów w Nisie                                                                | K   | 2007       |
|         | Szlaki jedwabne: korytarz Zarafszan-Karakum (wspólnie z Tadżykistanem i Uzbekistanem) | K   | 2023       |
|         | Pustynie chłodne Turanu (wspólnie z Kazachstanem i Uzbekistanem)                      | P   | 2023       |

## Uzbekistan(7)
| Zdjęcie | Nazwa                                                                                   | Typ | Data wpisu |
| ------- | --------------------------------------------------------------------------------------- | --- | ---------- |
|         | Miasto Itchan Kala w Chiwie                                                             | K   | 1990       |
|         | Zespół zabytkowy w Bucharze                                                             | K   | 1993       |
|         | Zespół zabytkowy w Shahrisabz (zagrożone)                                               | K   | 2000       |
|         | Samarkanda – skrzyżowanie kultur                                                        | K   | 2001       |
|         | Zachodni Tienszan (wspólnie z Kirgistanem i Kazachstanem)                               | P   | 2016       |
|         | Szlaki jedwabne: korytarz Zarafszan-Karakum (wspólnie z Tadżykistanem i Turkmenistanem) | K   | 2023       |
|         | Pustynie chłodne Turanu (wspólnie z Kazachstanem i Turkmenistanem)                      | P   | 2023       |

## Wietnam(9)
| Zdjęcie | Nazwa                                                                          | Typ | Data wpisu       |
| ------- | ------------------------------------------------------------------------------ | --- | ---------------- |
|         | Zespół zabytkowy Huế                                                           | K   | 1993             |
|         | Zatoka Hạ Long – archipelag Cát Bà                                             | P   | 1994, 2023       |
|         | Dawne miasto Hội An                                                            | K   | 1999             |
|         | Sanktuarium Mỹ Sơn                                                             | K   | 1999             |
|         | Park Narodowy Phong Nha-Kẻ Bàng i Park Narodowy Hin Nam No (wspólnie z Laosem) | P   | 2003, 2015, 2025 |
|         | Cytadela Cesarska w Hanoi                                                      | K   | 2010             |
|         | Cytadela dynastii Hồ                                                           | K   | 2011             |
|         | Zespół krajobrazowy Tràng An                                                   | K,P | 2014             |
|         | Zespół pomników i krajobrazu Yên Tử-Vĩnh Nghiêm-Côn Sơn, Kiếp Bạc              | K   | 2025             |

## Zjednoczone Emiraty Arabskie(2)
| Zdjęcie | Nazwa                      | Typ | Data wpisu |
| ------- | -------------------------- | --- | ---------- |
|         | Miejsca kulturowe w Al-Ajn | K   | 2011       |
|         | Paleokrajobraz Fajja       | K   | 2025       |

## Obiekty usunięte z listy
- 2007 – Rezerwat antylopy arabskiej oryks w Omanie (P) (wpisany w 1994)